# Ukrit Wongmeema
Ukrit Wongmeema (tiếng Thái: อุกฤษณ์ วงศ์มีมา, sinh ngày 9 tháng 7 năm 1991 ở Phitsanulok, Thái Lan) là một cầu thủ bóng đá đến từ Thái Lan. Hiện tại anh thi đấu cho Ratchaburi Mitr Phol ở Giải bóng đá Ngoại hạng Thái Lan ở vị trí thủ môn.

## Sự nghiệp quốc tế
Anh ra mắt cho đội tuyển U-19 ở Giải vô địch bóng đá U-19 châu Á 2010 trước Ả Rập Xê Út
Anh đại diện U-23 Thái Lan ở Đại hội Thể thao Đông Nam Á 2011 và Đại hội Thể thao Đông Nam Á 2013.

## Danh hiệu

### Câu lạc bộ
Buriram
- Regional League Division 2 Vô địch (1): 2010
- Thai Division 1 League Vô địch (1): 2011

### Quốc tế
U-19 Thái Lan
- Giải vô địch bóng đá U-19 Đông Nam Á (1): 2009

U-23 Thái Lan
- Sea Games  Huy chương Vàng (1); 2013